# Lustigkullen (hög)
Lustigkulle är en kungshög sydost om Vikingstad samhälle i Sjögestads socken i Östergötland.

## Lustigkulle skadas av ett brobygge 1917
Högen skadades allvarligt 1917 då en bro skulle byggas över södra stambanan på den plats där Lustigkulle låg. Gamla riksettans framfart kunde inte kungliga Vitterhetsakademien ändra  men man krävde att högen skulle mätas upp innan bron byggdes. Högen skadades och dess västra sida blev platsen för ett brofäste. Den nya betongbron uppfördes i nationalromantisk stil. Under arbetet hittade man ”ben eller dylikt” men ingen god dokumentation finns.

## Högens beskrivning 1980
Hög, sannolikt av minst 30 meters diameter och cirka 3-3,5 meter höjd. Inga synliga stenar i ytan. Tvärs över högens västparti är i riktning NNV-SSÖ en vägbank uppschaktad 10-12 meter bred och intill 4 meter hög från väster. Omedelbart intill kanten i östra partiet är kanterna nerodlade intill 1-2 meter bredd i åkermarken. Härav är högens ursprungliga storlek svår att bedöma. Högen är beväxt med 1 ek, 3 små askar, 1 apel samt några nyponbuskar. Ytan är skadad på krönet och i väster men nästan hela massan torde kvarligga. Vid restaureringen visades senare 1992 att västra högen var helt bortschaktad.

## Lustigkulle restaureras vid ett brobygge 1992
1992 då en ny bro skulle byggas över järnvägen kom den gamla högen åter i rampljuset. Synen på kulturarvet hade förändrats och högen skulle återställas. Uppmätningshandlingarna från 1917 var en av grunderna för arbetet. Lustigkulles västra sida var bortschaktad och övertäckt av slänten till brofästets ramp. Största delen av  högen var schaktmassorna från det äldre bygget. Vid återställningsarbetet fylldes västra delen av högen med gul sand för att skilja den ursprungliga högen. Inga fynd påträffades i samband med arbetet. Lustigkulle visade sig ha varit hela 37 meter i diameter med cirka fyra meters höjd. Arkeologer undersökte också närområdet vid det nya bygget. Intill Lustigkulles östra sida fanns en stor stensättning med hela 29 gravgömmor. Fynden av en skära, en pryl och en glaspärla visade att stensättningen var äldre än högen.

## Högens placering i ett gammalt kulturlandskap
Lustigkulle ligger i ett uppodlat landskap, Högen anlades troligen under den yngre järnåldern på 800-900-talet e Kr. Väster om högen rinner Lillån i nord-sydlig riktning. Sjögestads kyrkby. har sina ägor utbredda på båda sidorna om ån. Vid Sjögestad kyrka finns två runstenar man hittat i kyrkogårdsmuren. Den ena stenens text ”Sätor (?) reste (stenen) efter Tore sin broder (som) dog”. Den andra stenen har en dåligt bevarad ristning delvis oläslig : ”…göra bro” (?). Det är möjligen en ledtråd till stenens ursprungligas plats då den gamla landsvägen passerade  Lillån nära Sjögestad och kanske restes denna sten eller möjligen båda vid denna plats. Lustigkulle år byggd på en drumlin. Markytan sluttar mot sydost och därför ser större ut från söder. 
Den stora gravhögen är inte utgrävd men det kan vara en av dåtidens stormän som begravts här. Det finns två storhögar nära varandra. En ättehög ligger 400 meter söder om Lustigkulle. Den är också en av Östergötlands största med omkring 38 meter i diameter och höjd på fyra och en halv meter. Genom en mindre arkeologisk undersökning som gjordes 2006, har man med hjälp av 14C-analys av kol från högens inre, kunnat datera den till 700 - 800-talet e Kr. Runstenarna vid kyrkan pekar också på bygdens betydelse under yngre järnåldern.